# 富兰克林维尔
富兰克林维尔（英語：Franklinville）是位于美国纽约州卡特罗格斯县的一个镇，地处卡特罗格斯县东北部。2010年美国人口普查时，该镇有2990人。最初的定居者于1806年左右到达此地，1821年正式建镇。1824年得名富兰克林维尔，其名称来源于1823年去世的荷兰土地公司经纪人威廉·坦普尔·富兰克林，他也是本杰明·富兰克林之孙。